# Instituto Nacional de la Salud (España)
El Instituto Nacional de la Salud (Insalud) fue la entidad pública encargada de la provisión y gestión sanitaria de España desde su creación en 1978 hasta la configuración del actual Sistema Nacional de Salud.
Su creación en 1978 supuso la disolución del antiguo Instituto Nacional de Previsión (INP), hasta que en 2002, coincidiendo con la creación de las consejerías de salud de las comunidades autónomas, queda disuelto.

## Historia
En 1977 se crea el Ministerio de Sanidad y Seguridad Social, actualmente denominado Ministerio de Sanidad.
En 1978 con la aprobación de la Constitución española se producen una serie de cambios fundamentales en el ordenamiento político: se reconoce el derecho de todos los ciudadanos a la protección de la salud; y con el establecimiento de las comunidades autónomas, la nueva organización territorial del Estado, posibilita que estas puedan asumir competencias de asistencia sanitaria de la Seguridad Social.
En 1978 como consecuencia de la reforma efectuada sobre la gestión institucional de la seguridad social, la salud y el empleo, se suprimió el Instituto Nacional de Previsión, pasando la gestión y administración de los servicios sanitarios del Sistema de Seguridad Social al Instituto Nacional de la Salud, organismo de nueva creación.
En 1981 de acuerdo con el principio de descentralización territorial, se inicia el traspaso de competencias en materia de asistencia sanitaria de la Seguridad Social a las comunidades autónomas, proceso que se culmina en el año 2001.
En 1986 la Ley General de Sanidad configura el nuevo módulo de organización sanitario español, creándose el Sistema Nacional de Salud, y define el concepto de servicio sanitario público que debe prestar el Estado.
A partir de 1989, se amplia la previsión constitucional en lo que se refiere a la protección de la salud de los ciudadanos. Por una parte, se produce el cambio de financiación del gasto sanitario público, que pasa a ser fundamentalmente asumido por el Estado, a través del sistema impositivo ordinario; y, por otra parte, se extiende la cobertura sanitaria de la Seguridad Social a las personas no incluidas en la misma y sin recursos suficientes.
En 2002, al culminar los traspasos de competencias en materia de asistencia sanitaria a las regiones, el Instituto Nacional de la Salud queda disuelto. A partir de entonces, la prestación sanitaria pública pasa a ser asumida por el Sistema Nacional de Salud, a través de los diecisiete servicios de salud autónomos. Para las ciudades autónomas de Ceuta y Melilla, el Estado seguiría ostentando la competencia sanitaria, para cuya gestión crea el Ingesa.

## Lista de presidentes
- Alberto Núñez Feijóo (1996-2000).
- Rubén Moreno Palanques (2000-2002).

## Lista de directores generales
- Josep María Bonet Bertomeu (2000-2002)
- José Tomás Tenza Pérez (1999-2000) - Director general de Organización y Planificación Sanitaria -
- Roberto Pérez López (1997-2000) - Director General de RR.HH.-
- Rafael Matesanz Acedos (1996-2000) - Dirección general de Asistencia Primaria y Especializada-
- Fernando Vicente Fuentes (1996-1997) - Director general de RR.HH.-
- Juan José Bestard Perelló (1996-1999) - Director general de Organización y Planificación Sanitaria -
- Antonio Carbajo Romero (1996-1997) - Director general de Presupuestos e Inversiones
- Carmen Martínez Aguayo (1994-1996)
- José Luis Temes Montes (1993-1994)
- José Conde Olasagasti (1991-1993)
- Jesús Adolfo Gutiérrez Morlote (1990-1991)
- José Simón Martín (1986-1990)
- Fernando Magro Fernández (1985-1986)
- Francesc Raventos Torras (1982-1985)
- José María Fenández Cuevas (1981-1982)
- Gabriel González Navarro (1981)
- Carlos Mestre Rossi (1980-1981)
- José Luis Izaguirre Robledo (1980)
- José Luis Cudós Samblancat (1979-1980)

## Subdirección General de Atención Primaria
La figura del Subdirector General de Atención Primaria se creó a principios de 1984, y hasta la disolución del Indalud, el cargo fue ocupado por las siguientes personas:
| Orden | Período     | Nombre                                     |
| ----- | ----------- | ------------------------------------------ |
| 1     | 1984 - 1985 | José María Rivera Guzmán                   |
| 2     | 1985 - 1987 | Antonio Marrón Gallardo                    |
| 3     | 1987 - 1994 | Manuel García Encabo                       |
| 4     | 1994 - 1996 | Belén Alonso Durán                         |
| 5     | 1996 - 2000 | Javier Dodero de Solano                    |
| 6     | 2000 - 2002 | María de los Santos Ichaso Hernández-Rubio |

## Comunidades autónomas
Con el traspaso de transferencias, los organismos encargados de prestar los servicios del Isalud en las diferentes comunidades autónomas son:
- 1981/07/08 Servicio Catalán de la Salud (CatSalut).
- 1984/02/22 Servicio Andaluz de Salud (SAS).
- 1984/11/06 Osakidetza-Servicio Vasco de Salud.
- 1987/11/27 Agencia Valenciana de Salud.
- 1990/12/28 Servicio Gallego de Salud (Sergas).
- 1990/12/28 Servicio Navarro de Salud-Osasunbidea (SNS-O).
- 1994/03/11 Servicio Canario de la Salud (SCS).
- 2001/12/27 Servicio Aragonés de Salud (Salud).
- 2001/12/27 Servicio de Salud del Principado de Asturias (Sespa).
- 2001/12/27 Servicio de Salud de las Islas Baleares (IB-Salut).
- 2001/12/27 Servicio Cántabro de Salud (SCS).
- 2001/12/27 Servicio de Salud de Castilla-La Mancha (Sescam).
- 2001/12/27 Sanidad Castilla y León (Sacyl).
- 2001/12/27 Servicio Extremeño de Salud (SES).
- 2001/12/27 Servicio Riojano de Salud (Seris).
- 2001/12/27 Servicio Madrileño de Salud (Sermas).
- 2001/12/27 Servicio Murciano de Salud (SMS).

En las ciudades autónomas de Ceuta y Melilla los servicios correspondientes de atención sanitaria los presta el Ingesa.